# József Ács (Autor)
József Ács (* 24. Oktober 1965 in Budapest) ist ein ungarischer Schriftsteller.
Ács studierte Physik an der Loránd-Eötvös-Universität in Budapest. Er schloss 1990 sein Studium ab und arbeitet seither als Programmierer.
Seine Gedichte, Prosa, kurzen Bühnenstücke und Essays erscheinen seit 2004 regelmäßig im Monatsmagazin Liget.
2004 erhielt er den Nizzai-Kavics-Lyrikpreis.
In Buchform sind erschienen:
- Helyben vagyunk („Da bist du ja“). Orfeusz Könyvek, Budapest 1993.
- Világítóudvar („Wellen“). Orfeusz Könyvek, Budapest 2001.
- Orfeum az alvilágba („Das Orpheum in der Unterwelt“: Lyrik, Prosa und Einakter), Liget Műhely Alapítvány, Budapest 2005
- Történetek életre-halálra,(„Geschichten von Leben und Tod“: Lyrik, Prosa und Fotos), Liget Műhely Alapítvány, Budapest 2008.